# Matija Mišić
Matija Mišić (Županja, 30 gennaio 1992) è un calciatore croato, centrocampista del Radnički Dalj.

## Carriera

### Club
Ha giocato nella massima serie dei campionati croato ed ungherese.